# El mundo secreto de Alex Mack
The Secret World of Alex Mack es una serie de televisión estadounidense que se creó en el año 1994 y se transmitió por el canal de televisión infantil Nickelodeon. En Latinoamérica se emitió por la extinta cadena Fox Kids desde el año 1996 y en México por el canal Azteca 7 en el año 1999.

## Sinopsis
En su primer día de clases, a Alexandra Mack, accidentalmente, le cae un misterioso químico llamado GC-161, el cual le da poderes extraordinarios. A partir de ese momento, Alex puede controlar la electricidad con un solo dedo, convertirse en agua (aunque durante el transcurso de la serie fue adquiriendo un aspecto más cercano a un líquido metálico de color gris) cuando ella quiere y mover cosas con la mente.
Pero no todo es tan fácil para esta joven, ya que los dueños de la empresa donde crearon el químico quieren encontrarla y hacer algún tipo de experimento con ella. Alex, junto a su hermana Annie y a su amigo Ray, hacen lo posible para que no la encuentren.

## Personajes
- Alex Mack: (Larisa Oleynik) (nombre completo: Alexandra Louis Mack): ella es la protagonista de la serie. Tiene 13 años y era una chica bastante aburrida hasta antes de caerle el químico que le da los poderes de controlar la electricidad con un solo dedo, convertirse en agua cuando ella quiere y mover cosas con su mente. Su hermana y su amigo Ray son los únicos que saben que tiene poderes.

- Annie Mack (Meredith Bishop): es la hermana mayor de Alex y está en su primer año en la universidad. Es bastante engreída con ella, pero al enterarse de que su hermana tiene poderes, cambia un poco. Se dedica a estudiar sus poderes y probar distintos efectos con ella.

- Ray Alavado (Darris Love) (nombre completo: Raymond Alavado): es el mejor amigo de Alex Mack desde que éstos eran pequeños. Él y su hermana Annie son los únicos que saben que tiene poderes e intentan que nadie lo sepa y que la empresa que creó el químicó que la afectó no la encuentre. A pesar de tener 13 años, para Alex él sigue siendo pequeño.

- Bárbara Mack (Dorian Lopinto): es la madre comprensiva de Alex y Annie, quien deja su trabajo de relaciones públicas para estar junto a sus dos hijas. Ella cree que todos los problemas que tiene Alex son producto de la adolescencia y que cuando crezca se le repararán. Ella no sabe que Alex tiene poderes.

- George Mack (Michael Blakley): es el padre de Annie y Alex. Es un científico brillante que encuentra a Alex un poco sentimental. Cada vez que ella necesita ayuda, él trata de que los problemas los resuelva su madre o ella misma. En cambio se lleva mejor con Annie, ya que los dos son científicos.